# TV-tornet i Jekaterinburg

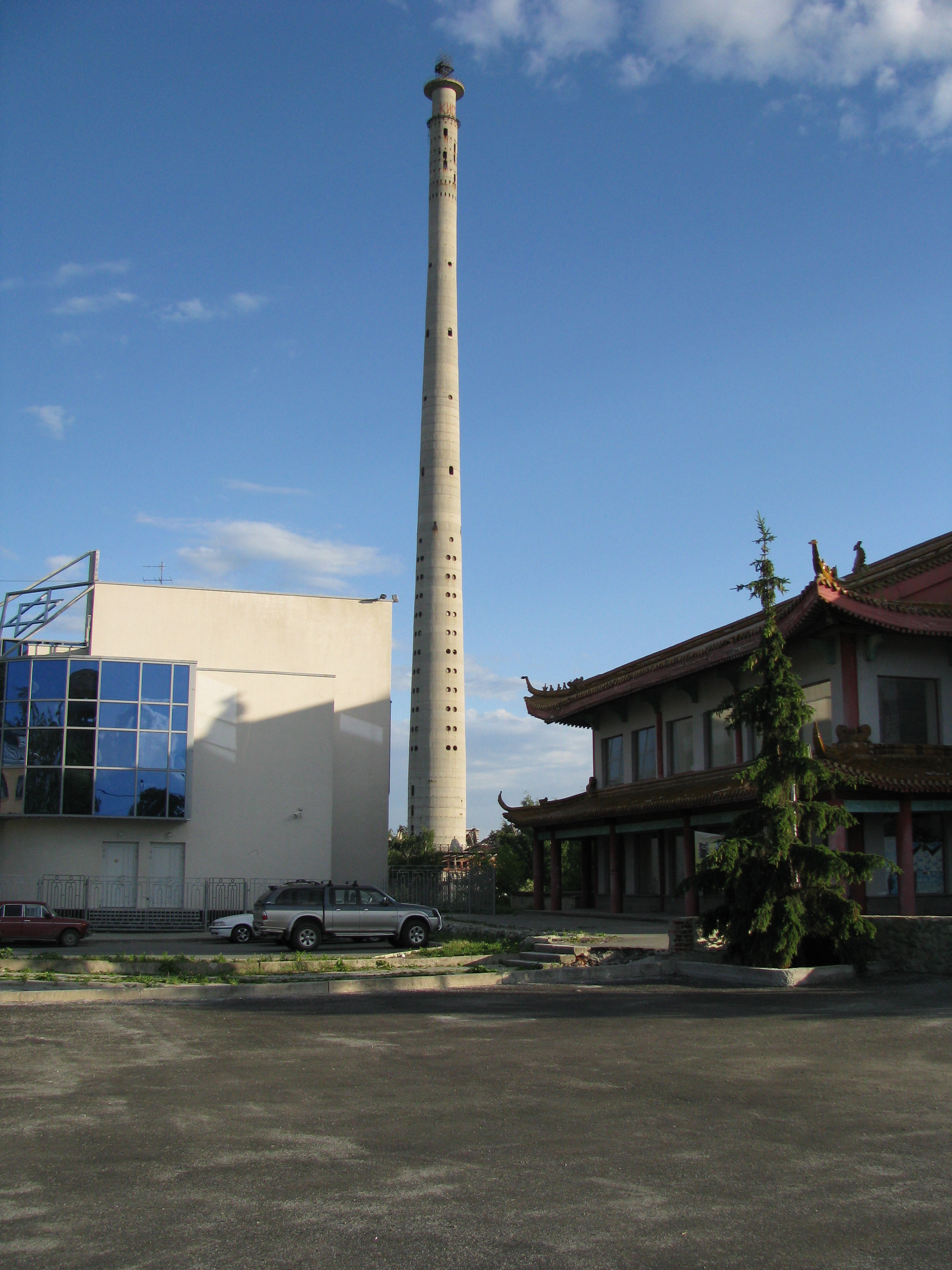
TV-tornet i Jekaterinburg. Lägg märke till att det är ofullbordat och saknar överdel med usiktsplattform. Det ser i sitt ofullbordade skick mer ut som en mycket stor skorsten

TV-tornet i Jekaterinburg, var ett tänkt TV-torn i Jekaterinburg som aldrig blev färdigställt.
Bygget av detta TV-torn påbörjades 1983. Sedan Ostankinotornet i Moskva stod klart bestämdes att större städer i det dåvarande Sovjetunionen som hade betydelse skulle ha ett stort TV-torn. Därför beslutades det att Jekaterinburg skulle ha ett TV-torn. Det beslutades att det skulle bli ett högt TV-torn av då modern arkitektur. TV-tornet skulle vara försett med en utsiktsdel för besökare med restaurang som roterar i långsam takt. Tornet skulle i princip se ut som TV-tornet i Vilnius. Detta var ett utseende som började bli vanligt i Sovjetunionen.
Bygget som påbörjades 1983 pågick till 1991 då Sovjetunionen föll isär. Det saknades då pengar och resurser att färdigställa TV-tornet. Det hade då uppnått sin fulla höjd, men saknade allt annat som skulle byggas uppe i toppen. Utsiktsplattforn, antenner osv saknades. Därför har TV-Tornet haft ett väldigt ofullbordat utseende. Det har inte heller liknat ett TV-torn, utan mer sett ut som en mycket stor och hög skorsten.
Under flera år dök det upp olika planer som gick ut på att färdigställa TV-tornet och slutligen använda detta, men ingen av dessa planer genomfördes. Istället fick det fortsätta stå ofullbordat utan att någon ändring skedde. Det började råda delade meningar kring tornets existens. En del invånare i Jekaterinburg såg detta torn som en symbol för staden, medan andra ansåg att det istället förfulade och skämde ut staden. Det bestämdes slutligen att tornet skulle rivas. Den 24 mars 2018 sprängdes tornet sönder och rasade ihop.